# Servicio de Seguridad de la Casa de Su Majestad el Rey
El Servicio de Seguridad de la Casa de Su Majestad el Rey es un servicio de seguridad, dependiente de la Secretaría General de la Casa Real, responsable permanente de la seguridad inmediata de la Familia Real y, en su caso, de aquellos miembros de la familia y de la Casa del Rey que se determinen por el Ministerio del Interior. Para ello mantendrá el oportuno enlace con los órganos del Estado que ejercen su competencia en esta materia, conforme a las instrucciones dictadas al efecto.

## Historia
El Servicio de seguridad de la Casa del Rey fue creado a partir de la creación de la institución de la Casa de S.M. el Rey. En principio, era la Guardia Real la encargada de la protección del rey de España y su Real Familia, sin embargo, a partir del Real Decreto 310/1979, de 13 de febrero, se establece un segundo servicio que integra tanto a la Guardia Real como a escoltas pertenecientes a las Fuerzas y Cuerpos de Seguridad del Estado con la labor de prestar protección a la Familia Real.

## Funciones
El Real Decreto Real Decreto 434/1988, de 6 de mayo, regula en sus artículos 6 y 7 las funciones concretas de la Guardia Real y el Servicio de Seguridad:
La Guardia Real tendrá como cometidos esenciales:
- Proporcionar el servicio de guardia militar, rendir honores y dar escoltas solemnes a Su Majestad el Rey y a los miembros de su Real Familia que se determinen.

- Prestar análogos servicios a los jefes de Estado extranjeros cuando así se ordene.

- Estará constituida por una Jefatura y por Unidades a pie, a caballo y motorizada, así como por los servicios correspondientes.

- Las Unidades de la Guardia Real ocuparán el primer lugar entre las fuerzas militares en los actos oficiales a los que asistan en cumplimiento de las misiones que les corresponden.

- El Ministerio de Defensa prestará los apoyos de todo orden que precise la Guardia Real para el cumplimiento de sus misiones.

En cuanto al Servicio de seguridad:
- El Servicio de Seguridad es responsable permanente de la seguridad inmediata de la Familia Real y, conforme a las instrucciones dictadas al efecto, mantendrá el oportuno enlace con los órganos del Estado que ejercen su competencia en esta materia.

- Estará constituido por una Jefatura y Fuerzas de Seguridad del Estado.

- El Ministerio del Interior –y el de Defensa en lo referente a la Guardia Civil, cuando proceda– prestará los apoyos de todo orden que precise el Servicio de Seguridad para el cumplimiento de su misión.

- Para el mejor desempeño de la función encomendada al Servicio, el Jefe del mismo, por delegación del Jefe de la Casa y en casos justificados por la urgencia podrá establecer las relaciones necesarias con cuantos Organismos sea preciso, así corno solicitar su apoyo y colaboración.

## Personal
El Servicio de seguridad está compuesto como indica en el punto segundo del artículo 7 del Real Decreto 434/1988:

«Estará constituido por (...) Fuerzas de Seguridad del Estado.»

Esto es, que los miembros del SSCR se incorporan principalmente del Cuerpo Nacional de Policía y la Guardia Civil.

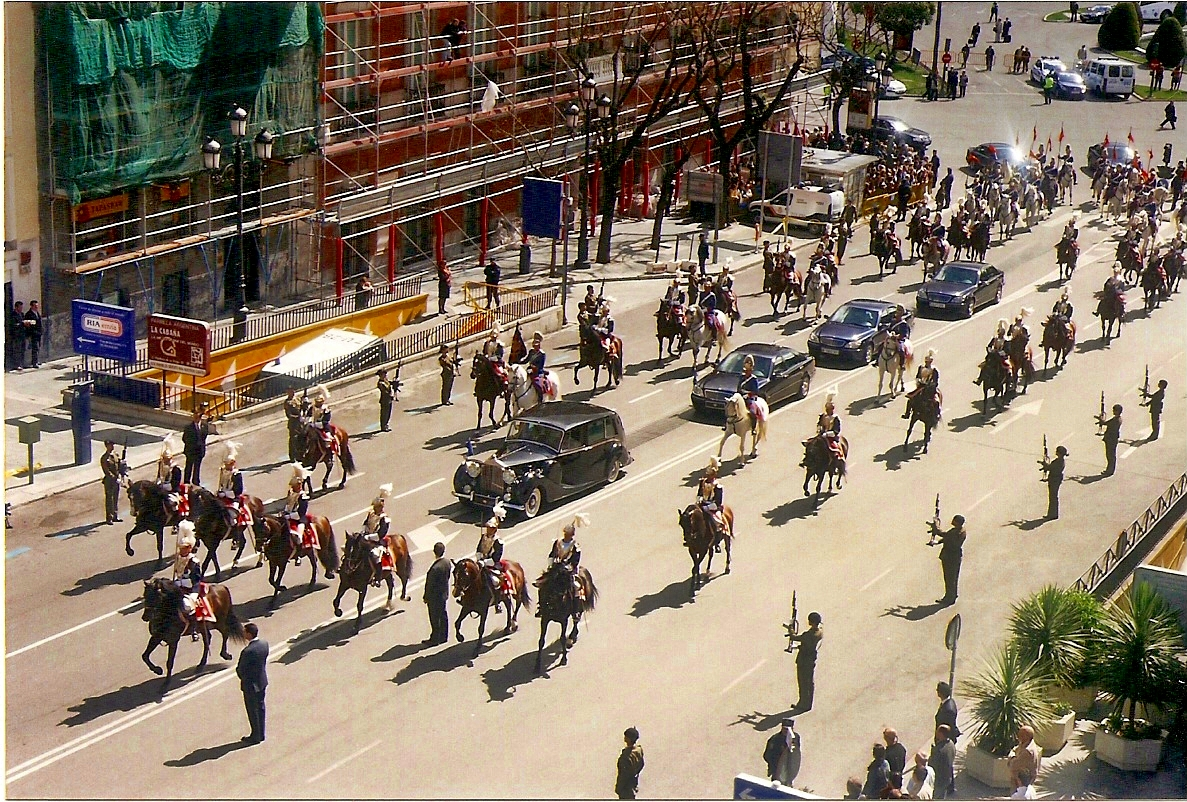
Escolta Solemne de la Guardia Real. Los agentes del servicio de seguridad suelen ir de traje en el interior de los vehículos o caminando junto a ellos

### Selección
Las plazas para ser escolta de la Familia Real son muy escasas y estos son algunos de los requisitos que se exigen para entrar:
- No haber cumplido los 38 años y tener menos de 36 en el caso de los motoristas.
- Se valora el nivel de idiomas, los conocimientos de informática, electrónica y los cursos de especialización de la Guardia Civil, Fuerzas Armadas y civiles relacionados con el servicio a prestar: protección de personas, tiro, defensa personal, conducción, etc.
- Se realizan pruebas psicotécnicas, una entrevista personal y varias pruebas físicas entre las que están: velocidad de reacción, resistencia, salto vertical, flexiones o natación, entre otras.
- Si se superan todas las pruebas, serán convocados a la fase de selección-formación. Los escoltas realizarán un curso interno de 26 días.

### Apariencia
El personal del Servicio de Seguridad de la Casa del Rey pertenecientes a las Fuerzas y cuerpos de seguridad del estado, suele ir vestido con un traje oscuro, así como aparatos de comunicación auricular.

## Vehículos

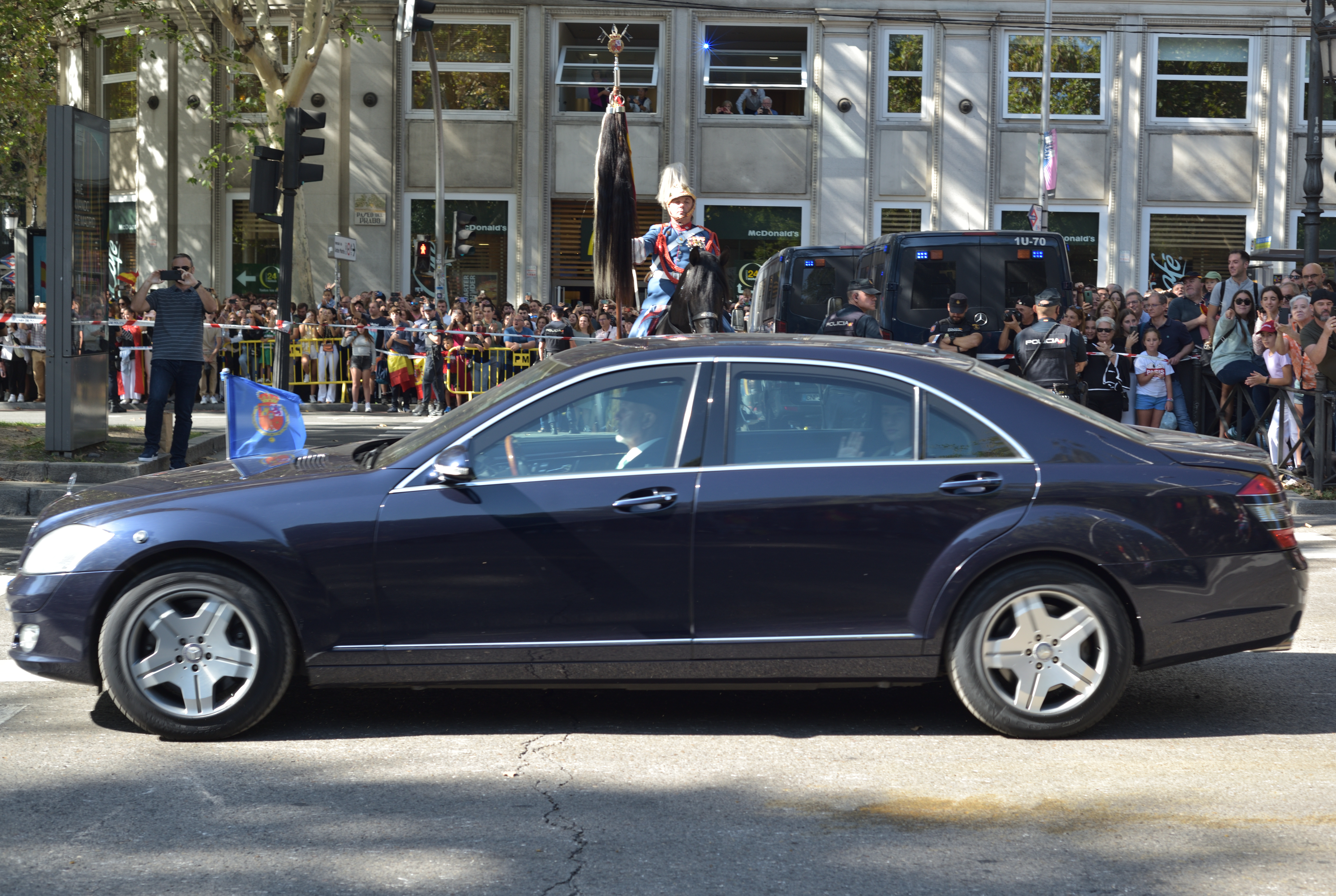
Mercedes-Benz Clase S W221 de la Casa Real.

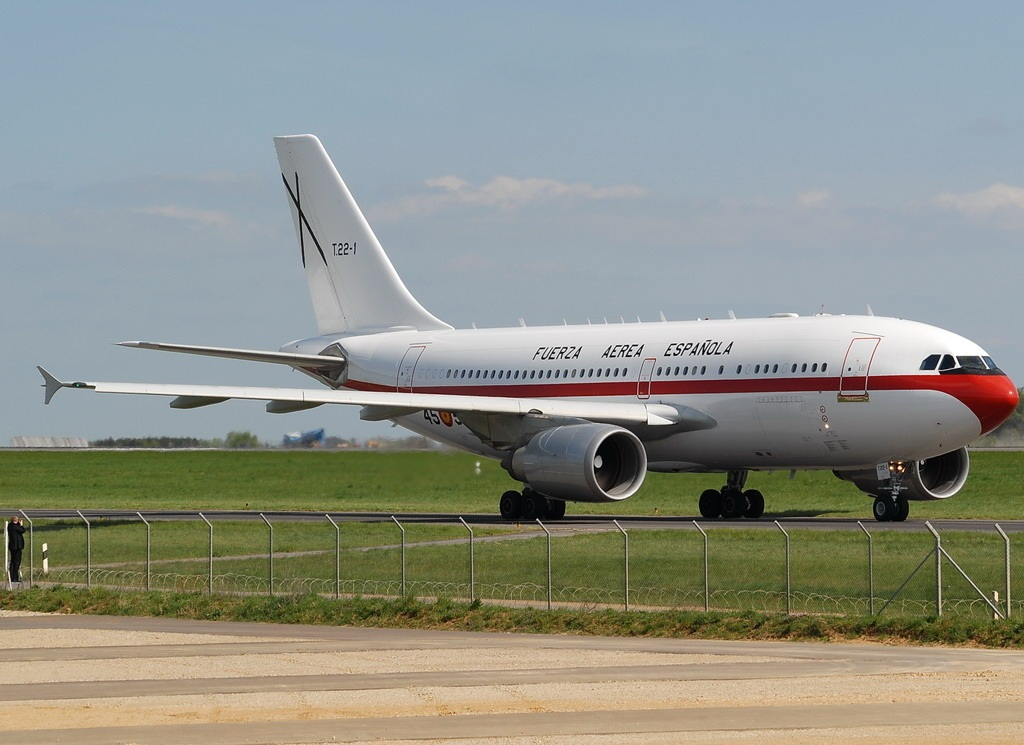
A310 T.22 de la del Ejército del Aire.

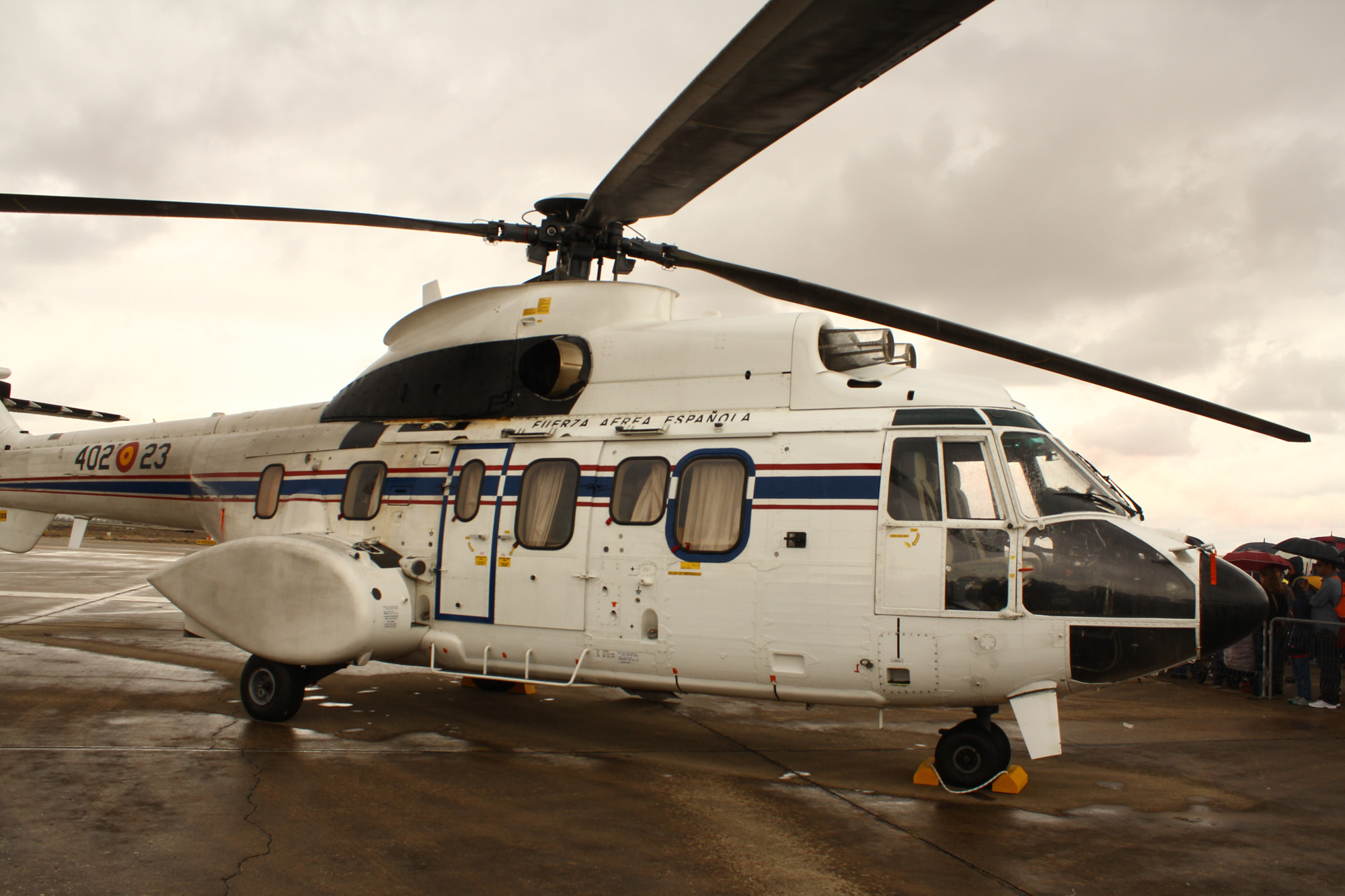
AS-332M1 Super Puma (HT.21A-4 - 402-23) del 402 Escuadrón, Ala 48 del Ejército del Aire

Los medios de transporte terrestres que más utilizan en la Casa del Rey son los de la marca Mercedes-Benz, concretamente dos modelos, el Mercedes-Benz Clase S W221 que normalmente utilizan los monarcas reinantes y el Mercedes-Benz Clase S W220, que es utilizado por los reyes eméritos, por la Princesa de Asturias y por la Infanta Sofía. Debido al estado de salud del rey emérito, es común que Casa Real utilice un Volkswagen Touareg para facilitar su movilidad. La mayoría de estos son propiedad del Parque Móvil del Estado.
Los equipos de seguridad suelen ir en otro tipo de vehículos, tales como el Ford Mondeo, el BMW Serie 5 o todoterrenos de la marca Toyota.
También, ocasionalmente, se utilizan coches de gala como los exclusivos Rolls-Royce Phantom IV, propiedad del Ejército de Tierra, utilizados para proclamaciones, desfiles o traslado de autoridades extranjeras. El vehículo del soberano se puede distinguir por llevar una matrícula especial de color carmesí con una corona real dorada en el centro, así como un banderín con su estandarte, mientras que la heredera de la Corona utiliza la misma simbología pero con el tradicional color azul del Principado de Asturias
Con respecto a los medios aéreos, el Rey y el Presidente del Gobierno comparten todos los aparatos, siendo estos:
- 2 unidades del Airbus A310 del Ala 45 del Ejército del Aire y del Espacio.
- 5 unidades de Dassault Falcon 900 del Ala 45 del Ejército del Aire y del Espacio.
- 4 Helicópteros AS-332 Super Puma y 2 AS-532 Cougar del Ala 48 del Ejército del Aire y del Espacio.